# Pelourinho de Castro Vicente
O Pelourinho de Castro Vicente localiza-se na freguesia de Castro Vicente, município de Mogadouro, distrito de Bragança, em Portugal.
Este pelourinho encontra-se classificado como Imóvel de Interesse Público desde 1933.